# Saundatti-Yellamma
Saundatti-Yellamma (o semplicemente Saundatti) è una città dell'India di 38.212 abitanti, situata nel distretto di Belgaum, nello stato federato del Karnataka. In base al numero di abitanti la città rientra nella classe III (da 20.000 a 49.999 persone).

## Geografia fisica
La città è situata a 15° 46' 60 N e 75° 7' 0 E e ha un'altitudine di 610 m s.l.m..

## Società

### Evoluzione demografica
Al censimento del 2001 la popolazione di Saundatti-Yellamma assommava a 38.212 persone, delle quali 19.426 maschi e 18.786 femmine. I bambini di età inferiore o uguale ai sei anni assommavano a 5.162, dei quali 2.577 maschi e 2.585 femmine. Infine, coloro che erano in grado di saper almeno leggere e scrivere erano 23.169, dei quali 13.600 maschi e 9.569 femmine.